# Laboratório de Estudos Avançados em Jornalismo
O Laboratório de Estudos Avançados em Jornalismo, também conhecido como LabJor, é um centro de referência em jornalismo científico que faz parte da Universidade Estadual de Campinas (Unicamp). O centro foi fundado em 1994 e oferece um curso de pós-graduação lato sensu desde 1999.
A revista de jornalismo científico ComCiência é produzida pelo LabJor.